# La Dernière Reine (film)
Pour les articles homonymes, voir La Dernière Reine.
Pour plus de détails, voir Fiche technique et Distribution.
La Dernière Reine (en arabe : الأخيرة) est un film de fiction historique coréalisé par Adila Bendimerad et Damien Ounouri, sorti en 2022. Son financement est issu majoritairement du ministère algérien de la Culture, mais il bénéficie également de contributions françaises et taïwanaises.

## Synopsis
En 1516, le corsaire Aroudj Barberousse libère la ville d'Alger des mains des Espagnols, prenant ainsi le contrôle du royaume. Pourtant, il s'était allié au sultan Salim Toumi, mais ce dernier décède dans des circonstances inexpliquées. Progressivement, la rumeur se répand que c'est Barberousse lui-même qui aurait assassiné le sultan. L'épouse de ce dernier, la reine Zaphira, décide de lui tenir tête.

## Fiche technique
Sauf indication contraire, les informations mentionnées dans cette section peuvent être confirmées par les bases de données cinématographiques IMDb et Allociné,  présentes dans la section « Liens externes ».
- Titre original : El Akhira (arabe : الأخيرة)
- Titre en français : La Dernière Reine
- Réalisation : Damien Ounouri et Adila Bendimerad
- Scénario : Damien Ounouri et Adila Bendimerad
- Musique : Sacha Galperine et Evgueni Galperine
- Direction artistique : Feriel Gasmi Issiakhem
- Décors : Feriel Gasmi Issiakhem
- Costumes : Jean-Marc Mireté
- Photographie : Shadi Chaaban
- Son : Amine Tegar
- Montage : Matthieu Laclau
- Production : Roger Huang, Justine O., Yacine Medkour, Hugo Legrand-Nathan[1]
  - Production exécutive : Yacine Laloui[1]
  - Production déléguée : Adila Bendimerad, Damien Ounouri, Patrick Sobelman[1]
- Sociétés de production : Taj Intaj, Agat Films
- Sociétés de distribution : Jour2fête[2]
- Pays de production :  France,  Algérie[3],  Taïwan
- Langue originale : arabe
- Format : couleur
- Genre : aventure, drame, historique
- Durée : 113 minutes[2]
- Dates de sorties :
  - Italie : 4 septembre 2022 (Mostra de Venise - première mondiale)
  - France : 19 avril 2023
  - Algérie : 23 juin 2023[4]
- Classification :
  - France : tous publics

## Distribution
Sauf indication contraire, les informations mentionnées dans cette section peuvent être confirmées par les bases de données cinématographiques IMDb et Allociné,  présentes dans la section « Liens externes ».
- Adila Bendimerad : Zaphira, la dernière reine
- Dali Benssalah : Aroudj Barberousse
- Mohamed Tahar Zaoui : le roi Salim Toumi
- Imen Noel : la reine Chegga, première épouse de Salim Toumi
- Nadia Tereszkiewicz : Astrid, la Scandinave
- Yanis Aouine : le prince Yahia, fils de la reine Zaphira et du roi Salim Toumi
- Leila Touchi : Yakout, la dame de compagnie
- Ahmed Zitouni : le corsaire bosniaque, bras droit d’Aroudj
- Dimitri Boetto : Ishak Barberousse
- Tarik Bouarrara : Younès, chef de la garde royale de Zaphira
- Ahmed Meddah : Mohcen, frère de Zaphira

## Production

### Genèse
L'idée du film germe dans l'esprit de Damien Ounouri après avoir lu un livre sur l'histoire de l'Algérie, parlant notamment de la reine Zaphira. C'est Adila Bendimerad qui lui en parle en 2014. Découvrant qu'à travers les siècles, son histoire, sa légende, et même son existence furent tour-à-tour contestées et soutenues, le réalisateur a voulu s'intéresser à ce « nœud » « comme une possibilité de faire surgir la question de l’effacement des femmes dans l'Histoire ». Pour Adila Bendimerad, le sujet était d'autant plus important que la figure de Zaphira n'est pas ce qu'on peut appeler une figure consensuelle, du fait qu'elle soit parfois remise en question, mais c'est ce qui la rend plus humaine. Ce film est donc le portrait d'une femme qui peut donner une autre vision au monde de l'Algérie, mais aussi de la femme.

### Tournage
Le film a été intégralement tourné en Algérie, à Alger et à Tlemcen au Palais El Mechouar mais également dans d'autres localités. Le réalisateur Damien Ounouri explique la difficulté de tourner dans des décors naturels et des lieux contemporains du sujet du film. Avec la réalisatrice, ils ont donc choisi de ne pas tourner le long-métrage « en studio mais de récupérer les miettes de ce que l’on a, et de faire un puzzle de décors ».

## Accueil

### Accueil critique
En France, le site Allociné donne la note de 3,8⁄5, à partir de l'interprétation de 12 critiques de presse recensées.
Pour Nadia Meflah, sur le site Bande à part, le film est une très grande réussite. Elle résume sa critique ainsi : « Rarement un film algérien aura-t-il autant embrassé les nœuds de l’histoire, tant intime que politique, au cœur d’une fresque majestueuse, où la douleur relève de la beauté. D’une ampleur romanesque inouïe, où l’éclat du classicisme côtoie, parfois dans la même scène, le même plan, la modernité la plus aiguisée, La Dernière Reine d’Adila Bendimerad et Damien Ounouri est surtout une œuvre en résonance profonde avec ce qui se joue actuellement en Algérie, mais aussi pour tout un chacun, travaillé par la question de l’engagement. ».
Pour Baptiste Thion, dans Le Journal du dimanche, ce premier film est « audacieux et hautement romanesque ». Les « affrontements sanglants », « complots » et autres « manipulations et enjeux politiques » font que l'on peut avoir « l’impression d’être en face d’une tragédie shakespearienne et d’un épisode de Game of Thrones en même temps, les scènes de sexe en moins, ce qui n’empêche pas la sensualité ». S'il remarque « un geste politique aussi » dans le film, il parle également d'un « récit aux décors et aux costumes soignés qui brille par sa beauté formelle ».
Pour Cécile Mury, dans Télérama, La Dernière Reine est le portrait d'une femme « qui se découvre un destin politique en même temps qu’elle se rebelle contre la domination masculine ». Ce portrait est « le cœur palpitant de ce film inclassable, qui tient autant de la tragédie orientalo-shakespearienne que du (très bon) divertissement de cape et d’épée — ou plutôt de voiles et de poignard. ».
Pour Éric Françonnet, sur le site aVoir-aLire, le long-métrage historique est « merveille portée par deux cinéastes qui ont cru à juste raison et avec un grain de folie à leur projet : l’histoire d’une femme, celle de la reine Zaphira, qui va s’affirmer dans une époque où le pouvoir est a priori l’apanage des hommes. Cette fresque ouvre une brèche totalement inédite dans le cinéma algérien. ».
Pour François Forestier, dans L'Obs, « le mythe et l’Histoire s’entremêlent dans ce film à grand spectacle, où le luxe de l’apparat côtoie la barbarie de l’époque. C’est beau à regarder, avec des costumes et des décors somptueux, et un discret message à la fois féministe et anticolonial » ; le film est une « jolie réussite romanesque, tournée en somptueux décors naturels ».
Selon Thierry Chèze, dans Première, le film est un « geste pour réinscrire les femmes dans le roman national et inciter les Algériennes d’aujourd’hui à résister face des menaces similaires : les faire taire, les invisibiliser. Interprété avec fougue (Dali Benssalah et Nadia Teresezkiewicz, irrésistibles), un défi relevé haut la main. ».

### Box-office
| Pays ou région | Box-office     | Date d'arrêt du box-office | Nombre de semaines |
| -------------- | -------------- | -------------------------- | ------------------ |
| France         | 68 181 entrées | en cours                   | 6                  |
| Algérie        | NC             | NC                         | NC                 |

Pour son premier jour d'exploitation en France, La Dernière Reine a réalisé 4 580 entrées, dont 2 781 en avant-premières, pour un total de 127 séances proposées. En comptant pour ce premier jour les avant-premières, le film se positionne en sixième place du box-office des nouveautés pour sa journée de démarrage, derrière La Conférence (7 385) et devant Chien de la casse (3 195).
Au bout d’une première semaine d’exploitation dans les salles françaises, le long-métrage totalise 23 830 entrées. Si l'on ne tient pas compte des avant-premières, alors le long-métrage se positionne vingtième du classement hebdomadaire au box-office, derrière La Conférence (30 003).

## Distinctions
Source : (en) Récompenses pour La Dernière Reine sur l’Internet Movie Database

### Récompense
- Festival international du film de la Mer Rouge 2022 : prix « Yusr » de la meilleure actrice pour Adila Bendimerad[17]
- FIFOG d'OR lors de la 18ᵉ édition du festival international du film oriental (FIFOG)[18].
- FIFOG de la meilleure interprétation féminine de la 18ᵉ édition du festival international du film oriental, accordé à l’actrice algérienne Adila Bendimerad[18].

### Nominations et sélections
- Mostra de Venise 2022 : meilleure réalisation de la sélection Giornate degli Autori pour Damien Ounouri et Adila Bendimerad
- Festival international du film de la Mer Rouge 2022 : meilleur premier film pour Damien Ounouri et Adila Bendimerad